# ASTRO's PLAYROOM
『ASTRO's PLAYROOM』（アストロズ プレイルーム）は、 ソニー・インタラクティブエンタテインメント（SIE）より2020年11月12日に発売された、PlayStation 5専用アクションゲーム。

## ゲーム内容
ASTRO's PLAYROOMは、プレイヤーがDualSenseコントローラーを使用して、主人公のキャラクターである「アストロ」を操作するゲームである。前作のASTRO BOT: RESCUE MISSIONと同様に、ジャンプ、ホバリング、敵やオブジェクトへのパンチ、パンチを溜めてスピンアタックを行う事も可能。
ゲームのステージはPlayStation 5のCPUをモデルにしており、更にそこから5つの世界に分岐をする。各世界は歴代のPlayStationシリーズのゲーム機をテーマにしている。
ハード購入時にプリインストールされているため、PS5購入者は誰でも遊ぶことができる。
続編の「ASTRO BOT」発売に伴い、2024年の6月から9月にかけての計4回のアップデートによってトロフィーが追加された。

## ゲーム開発
Team ASOBI（SIEジャパンスタジオ）が2018年に開発を開始した。開発当初はPlayStation 5のDualSenseコントローラーの技術デモのゲームとして開発されていた。